# Хонне і татемае
Хонне (яп. 本音, досл. «справжнє звучання»)  і татемае (яп. 建前, досл. «збудований фасад») — це японські поняття, що стосуються почуттів та зовнішньої поведінки людини.
Термін хонне означає справжні почуття та бажання індивіда, а татемае — поведінки та думки, які він демонструє суспільству. В українській мові схоже значення відображають такі поняття, як «соціальна маска» та «тримати обличчя».
Хоча концепція хонне і татемае не є суто японським явищем, японці вважають це унікальною суспільною рисою, властивою саме їхній культурі.

## Різниця між «хонне» і «татемае»
Оскільки японське суспільство є прикладом поширеного в Азії так званого «суспільства високого контексту», якому притаманний непрямий та невербальний спосіб комунікації та у якому неочевидні, на перший погляд, жести та вирази мають більш вагоме значення ніж те, що сказано вголос, наочного способу відрізнити татемае і хонне не існує.
В японській мові існує такий вираз, як «читати повітря» (яп. 場の空気を読む), який означає здатність розуміти прихований зміст, ідею та наміри співрозмовника, що не виражені явно, а радше у формі натяку або випливають із контексту. За значенням цей вираз подібний українському аналогу «читати між рядків», що так само ілюструє суть поняття хонне і татемае.
Одним зі способів перетнути межу між татемае та хонне є так званий номікай — корпоративні вечірки з алкоголем, у яких те, що було сказано чи зроблено, не сприймається серйозно та ігнорується після повернення до звичних обставин.

## Причини виникнення явища
На відміну від західного суспільства, якому притаманний індивідуалізм, у японському суспільстві колективний добробут вважається вищим за особистий, тому японці схильні ставити суспільні інтереси вище за індивідуальні, часто нехтуючи власними поглядами та переконаннями.
Важливою особливістю є й те, що несхвалення з боку інших у Японії сприймається як серйозний привід для сорому та втрати соціального статусу. Тож у більшості ситуацій заведено уникати відкритої конфронтації чи суперечок. Через це люди рідко висловлюють індивідуальну думку і воліють підтримувати позицію групи, вважаючи такий підхід надійнішим та безпечнішим. Це відображає японський вислів: «цвях, що стирчить, буде забитий» (яп. 出る杭は打たれる, латиніз.: deru kugi wa utareru).
Ще однією причиною такої поведінки є прагнення японців зберігати гармонію у всьому, зокрема й у міжособистісних стосунках. Тому навіть коли особиста думка чи переконання відрізняються від позиції співрозмовника, японці часто воліють мовчки погодитися, аби не образити іншу людину.

## Наслідки
Існує думка, що суспільство, яке вимагає дотримання соціально прийнятного образу за рахунок придушення власної індивідуальності, сприяє поширенню таких явищ сучасної Японії, як хікікоморі та «паразити-одинаки» — люди, ізольовані від соціуму через неспроможність відповідати очікуванням групи та слідувати принципу хонне і татемае.
Іноземці, які походять з більш індивідуалістичних і низькоконтекстних культур, де цінуються відвертість і пряма комунікація, часто стикаються з відчуттям відстороненості через нещирість з обох боків та помилковими трактуваннями слів і поведінки японців. Унаслідок цього їх можуть почати уникати, що лише посилює соціальну дистанцію між ними та японським суспільством.